# Stade de Luxembourg
Het Stade de Luxembourg (lux. Nationalstadion vu Lëtzebuerg) is een rugby- en voetbalstadion in de hoofdstad van het groothertogdom Luxemburg. Het vervangt het Stade Josy Barthel voor wedstrijden van het Luxemburgs voetbalelftal. In september 2017 is men begonnen met de bouw. Het stadion ligt in Kockelscheuer op het grondgebied van de gemeente Roeser, direct ten zuiden van de A6, 700 meter ten westen van Knooppunt Gasperich.

## Geschiedenis
In maart 2012 werd bekendgemaakt dat het verouderde Stade Josy Barthel compleet zou worden gerenoveerd. De UEFA dreigde namelijk om de Luxemburgse voetbalclubs uit te sluiten van internationale wedstrijden als het in erbarmelijke staat verkerende stadion niet snel zou worden opgeknapt. De toenmalige UEFA-voorzitter Michel Platini sprak op een persconferentie in Luxemburg op 25 september 2013 over een van de meest vervallen stadions die hij ooit had gezien.
De renovatie ging uiteindelijk niet door, de Luxemburgse voetbalbond (FLF) besloot in 2014 tot de bouw van een nieuw stadion. De symbolische schop in de grond voor het 60 miljoen euro kostende stadion werd op 18 september 2017 gedaan. De officiële opening zou in 2019 zijn, maar door vertragingen werd de eerste wedstrijd pas voor 2021 voorzien. Op 1 september 2021 werd de eerste officiële interland gespeeld in het stadion, dit tegen Azerbeidzjan voor WK-kwalificatie.

## Interlandoverzicht
Vanaf september 2021 speelt het Luxemburgs voetbalelftal haar interlands in het stadion.
| Voetbalinterlands | Voetbalinterlands | Voetbalinterlands                 | Voetbalinterlands | Voetbalinterlands           | Voetbalinterlands |
| No.               | Datum             | Wedstrijd                         | Uitslag           | Competitie                  | Toeschouwers      |
| ----------------- | ----------------- | --------------------------------- | ----------------- | --------------------------- | ----------------- |
| 1                 | 1 september 2021  | Luxemburg – Azerbeidzjan          | 2 – 1             | WK 2022 kwalificatie        | 2.000             |
| 2                 | 7 september 2021  | Luxemburg – Qatar                 | 1 – 1             | Vriendschappelijk           | 2.000             |
| 3                 | 9 oktober 2021    | Luxemburg – Servië                | 0 – 1             | WK 2022 kwalificatie        | 2.000             |
| 4                 | 14 november 2021  | Luxemburg – Ierland               | 0 – 3             | WK 2022 kwalificatie        | 9.268             |
| 5                 | 25 maart 2022     | Luxemburg – Noord-Ierland         | 1 – 3             | Vriendschappelijk           | 4.500             |
| 6                 | 11 juni 2022      | Luxemburg – Turkije               | 0 – 2             | UEFA Nations League 2022/23 | 9.374             |
| 7                 | 14 juni 2022      | Luxemburg – Faeröer               | 2 – 2             | UEFA Nations League 2022/23 | 5.325             |
| 8                 | 25 september 2022 | Luxemburg – Litouwen              | 1 – 0             | UEFA Nations League 2022/23 | 5.340             |
| 9                 | 17 november 2022  | Luxemburg – Hongarije             | 2 – 2             | Vriendschappelijk           | 3.571             |
| 10                | 20 november 2022  | Luxemburg – Bulgarije             | 0 – 0             | Vriendschappelijk           | 4.718             |
| 11                | 26 maart 2023     | Luxemburg – Portugal              | 0 – 6             | EK 2024 kwalificatie        | 9.132             |
| 12                | 9 juni 2023       | Luxemburg – Malta                 | 0 – 1             | Vriendschappelijk           | 4.028             |
| 13                | 17 juni 2023      | Luxemburg – Liechtenstein         | 2 – 0             | EK 2024 kwalificatie        | 6.806             |
| 14                | 8 september 2023  | Luxemburg – IJsland               | 3 – 1             | EK 2024 kwalificatie        | 7.427             |
| 15                | 16 oktober 2023   | Luxemburg – Slowakije             | 0 – 1             | EK 2024 kwalificatie        | 9.386             |
| 16                | 16 november 2023  | Luxemburg – Bosnië en Herzegovina | 4 – 1             | EK 2024 kwalificatie        | 8.520             |
| 17                | 26 maart 2024     | Luxemburg – Kazachstan            | 2 – 1             | Vriendschappelijk           | 9.000             |
| 18                | 8 september 2024  | Luxemburg – Wit-Rusland           | 0 – 1             | UEFA Nations League 2024/25 | 6.820             |